# 穆鲁齐大楼
穆鲁齐大楼（俄语：Дом Мурузи；英语：Muruzi House）— a former 是俄罗斯圣彼得堡的一座公寓大楼，位于中区铸造厂大街（Литейный проспект）24号、佩斯特尔街（улица Пестеля）27号、科罗连科街（улица Короленко）14号，由穆鲁齐亲王家族建于1874-1877年，建筑师塞雷布里亚科夫（А. К. Серебрякова）。
穆鲁齐大楼是“圣彼得堡现代文学版图上最尊贵的地方之一”：
- 19世纪的最后十年和20世纪初，德米特里·谢尔盖耶维奇·梅列日科夫斯基和季娜依达·吉皮乌斯夫妇在这里生活了23年。
- 随后，有一个公众阅读，其中诗人的祖母弗拉基米尔·皮亚斯特，以及诗人的密友亚历山大·勃洛克。
- 1920年代初，在尼古拉斯·斯捷潘诺维奇·古米廖夫的倡议下，彼得格勒诗人之家（Дом поэтов）在这里成立[2]。
- 从1955年至1972年离开苏联之前，俄罗斯诗人约瑟夫·布罗茨基曾住在穆鲁齐大楼。2006年，在他曾居住的房子里开设了约瑟夫·布罗茨基故居博物馆[3]。